# Joel Valencia
César Joel Valencia Castillo (Quinindé, 16 novembre 1994) è un calciatore ecuadoriano con cittadinanza spagnola, attaccante del Zagłębie Sosnowiec.

## Carriera

### Club

#### Real Saragozza
Emigra con la famiglia in Spagna, a Saragozza, nel 2002. A 11 anni entra a far parte del settore giovanile del Real Saragozza.
Il 28 agosto 2011 debutta nella Liga spagnola contro il Real Madrid sotto la guida dell'allenatore Javier Aguirre, subentrando nei minuti finali della partita a Paulo da Silva Barrios. Ancora sedicenne, diventa così il più giovane esordiente nella storia del Real Saragozza.
Quella resterà la sua unica presenza con la prima squadra, poiché durante la sua esperienza nel club aragonese si dividerà tra la squadra giovanile e la squadra filiale del Real Saragozza B, impegnata nel campionato di Segunda B.

#### Málaga
Nella sessione di calciomercato del mese di gennaio del 2014 viene ceduto in prestito con diritto di riscatto al Malaga. Tuttavia la sua esperienza in Andalusia si conclude dopo soli sei mesi, nei quali viene impiegato esclusivamente con la squadra del Málaga B.

#### Logroñés
A fine stagione non viene riscattato e rescinde il suo contratto con il Real Saragozza. Passa all'UD Logroñés, in Segunda B. Dopo una stagione e mezza, nel gennaio 2016 si trasferisce nella massima divisione slovena, al Koper. Con il club di Capodistra colleziona 26 presenze e 1 gol.

#### Piast Gliwice
Nel 2016 si trasferisce in Polonia, al Piast Gliwice, squadra della Ekstraklasa.

#### Brentford e i vari prestiti
Il 31 luglio 2019 viene acquistato per 2 milioni di € dal Brentford. Dopo un anno in cui non ha giocato molto e in cui ha fatto fatica ad adattarsi al calcio inglese, il 16 settembre 2020 fa ritorno in Polonia andando in prestito al Legia Varsavia.
La stagione seguente torna al Brentford, tuttavia non riuscendo a trovare spazio si trasferisce, il 18 gennaio 2022, in prestito all'Alcorcón.
Il 31 agosto seguente passa, sempre a titolo temporaneo, al De Graafschap; il 2 giugno 2023 il club inglese comunica il mancato rinnovo di Valencia, che lascia così i biancorossi dopo 24 presenze totali.

### Nazionale
Gioca alcune partite con la nazionale spagnola Under-17, ma successivamente sceglie di giocare con l'Ecuador, con cui partecipa al campionato mondiale di calcio Under-17 2011.

## Palmarès

### Club

#### Competizioni nazionali
- Campionato polacco: 2

Piast Gliwice: 2018-2019
Legia Varsavia: 2020-2021